# Доган, Исхак
Исхак Доган (тур. и нем. İshak Doğan; род. 9 августа 1990, Хаген, Северный Рейн-Вестфалия) — турецкий и немецкий футболист, защитник клуба «Шпрокхёфель».

## Клубная карьера
Родившийся в Германии Исхак Доган начинал карьеру футболиста, выступая за резервную команду билефельдской «Арминии» в немецкой Региональной лиге. В январе 2011 года он перешёл в турецкий «Анкарагюджю». 19 ноября того же года Доган дебютировал в турецкой Суперлиге, выйдя на замену в концовке домашнего поединка против «Карабюкспора». 17 марта 2012 года забил свой первый гол на высшем уровне, сравняв счёт в гостевом матче с «Бурсаспором».
Летом 2012 года Исхак Доган стал футболистом «Карабюкспора», а в августе 2014 года — «Трабзонспора». В феврале 2016 года защитник до конца сезона был отдан в аренду «Эскишехирспору».
С середины июля 2017 года Доган играл за клуб Суперлиги «Карабюкспор».

## Карьера в сборной
15 ноября 2013 года Исхак Доган дебютировал в составе сборной Турции в домашнем товарищеском матче против команды Северной Ирландии, выйдя на замену в самой концовке. В мае-июне 2014 года принял участие ещё в трёх товарищеских играх национальной сборной.